# Micromorphe
Micromorphe is een geslacht van vlinders van de familie spinneruilen (Erebidae), uit de onderfamilie Lymantriinae.

## Soorten
- M. barbarapolonica Schintlmeister, 1994
- M. chalcostoma Collenette, 1932
- M. choerotricha Felder, 1874
- M. hemibathoides Strand, 1918
- M. linta Moore, 1859
- M. oculata Toxopeus, 1948